# 彼得雷爾峰
彼得雷爾峰（英語：Petrel Peak），是南極洲的山峰，位於南喬治亞島，處於古利德維肯西北面1.9公里的霍奇斯冰川北岸，海拔高度630米，現時由英國海外領土管轄。